# Fricativa linguolabial sonora
Una fricativa linguolabial sonora es una consonante usada en algunos lenguajes orales del mundo. Su símbolo en el AFI es ð̼. También existe una aproximante linguolabial sonora cuyo símbolo es ð̼˕.
Este sonido se da en los idiomas tangoa y araki, hablados en sendas islas del archipiélago de Vanuatu, en el océano Pacífico.

## Características
Tiene las siguientes características:
- Su articulación es fricativa, lo que significa que su sonido es producido en la boca por una turbulencia del aire expulsado al circular por un paso estrecho.
- Su punto de articulación es linguolabial, lo que significa que se articula colocando la punta de la lengua contra el labio superior.
- Su fonación es sonora, lo que significa que las cuerdas vocales vibran durante su articulación.
- Es una consonante oral, lo que significa que se permite que el aire escape a través de la boca y no a través de la nariz.
- Su mecanismo de flujo del aire es egresivo pulmonar, lo que quiere decir que se articula exhalando aire desde los pulmones, como en la mayoría de sonidos del habla.

- Datos: Q7939624